# Palais d'Egmont

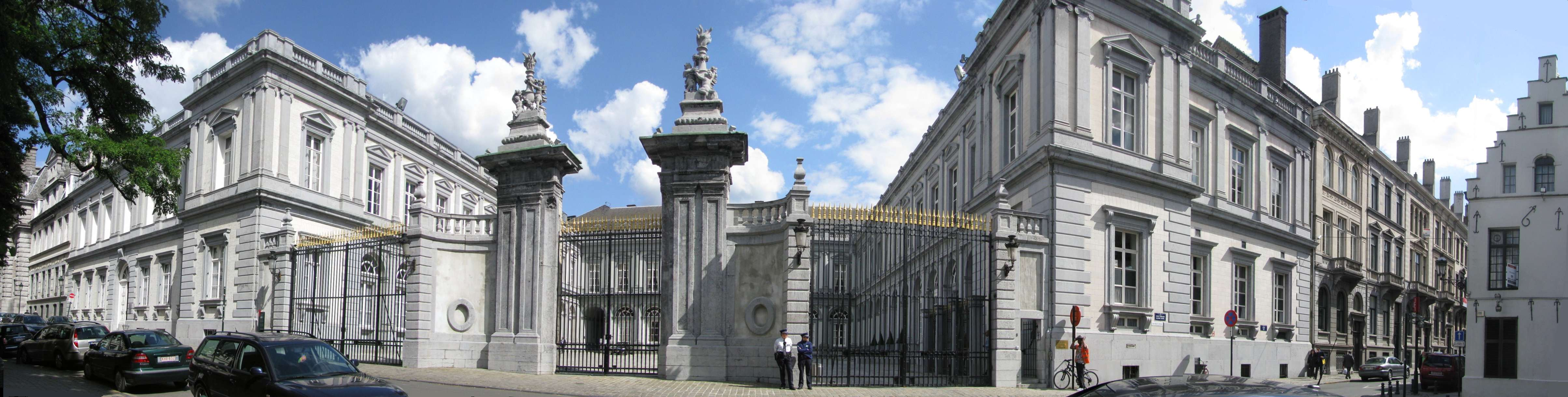
Portail d'entrée de la cour d'honneur du palais au Sablon.

Le palais d'Egmont (en néerlandais : Egmontpaleis), également parfois connu sous le nom de palais d'Arenberg (en néerlandais : Arenbergpaleis), est un palais de style néo-classique situé au no 8 de la place du Petit Sablon à Bruxelles.
Le palais fut construit à l'origine entre 1548 et 1560 pour la comtesse Françoise de Luxembourg et Lamoral, comte d'Egmont, bien que son apparence ait été fortement modifiée au XVIIIe siècle. Il fut partiellement détruit par un incendie en 1892, après quoi il fut à nouveau reconstruit. Il abrite aujourd'hui le ministère belge des Affaires étrangères.

## Histoire

### Palais de Françoise de Luxembourg
C'est Françoise de Luxembourg, princesse de Gavre, veuve de Jean d'Egmont, qui fit en 1532 l'acquisition des terrains, au haut du Sablon, où elle projetait la construction d'un vaste hôtel. De cette demeure, qui fut appelée petit hôtel d'Egmont ou hôtel de Luxembourg, il ne subsiste plus rien. Vers 1560, son fils, Lamoral d'Egmont, fit construire à côté une nouvelle résidence appelée grand hôtel d'Egmont, avant d'être exécuté sur les ordres du duc d'Albe en 1568. Confisquées après sa condamnation, ces propriétés furent rendues à la famille d'Egmont en 1576. Cet ensemble en Gothique tardif puis Renaissance italienne ne subit pratiquement pas de changements jusqu'au milieu du XVIIIe siècle. À l'origine, les deux propriétés étaient séparées par une rue qui conduisait aux remparts de la ville. Elle se trouvait dans l'axe de l'actuelle rue des Sablons. Françoise de Luxembourg obtint de la Chambre des comptes l'autorisation de la fermer. Plus tard, on construisit à son emplacement une aile de jonction.

### XVIIIesiècle

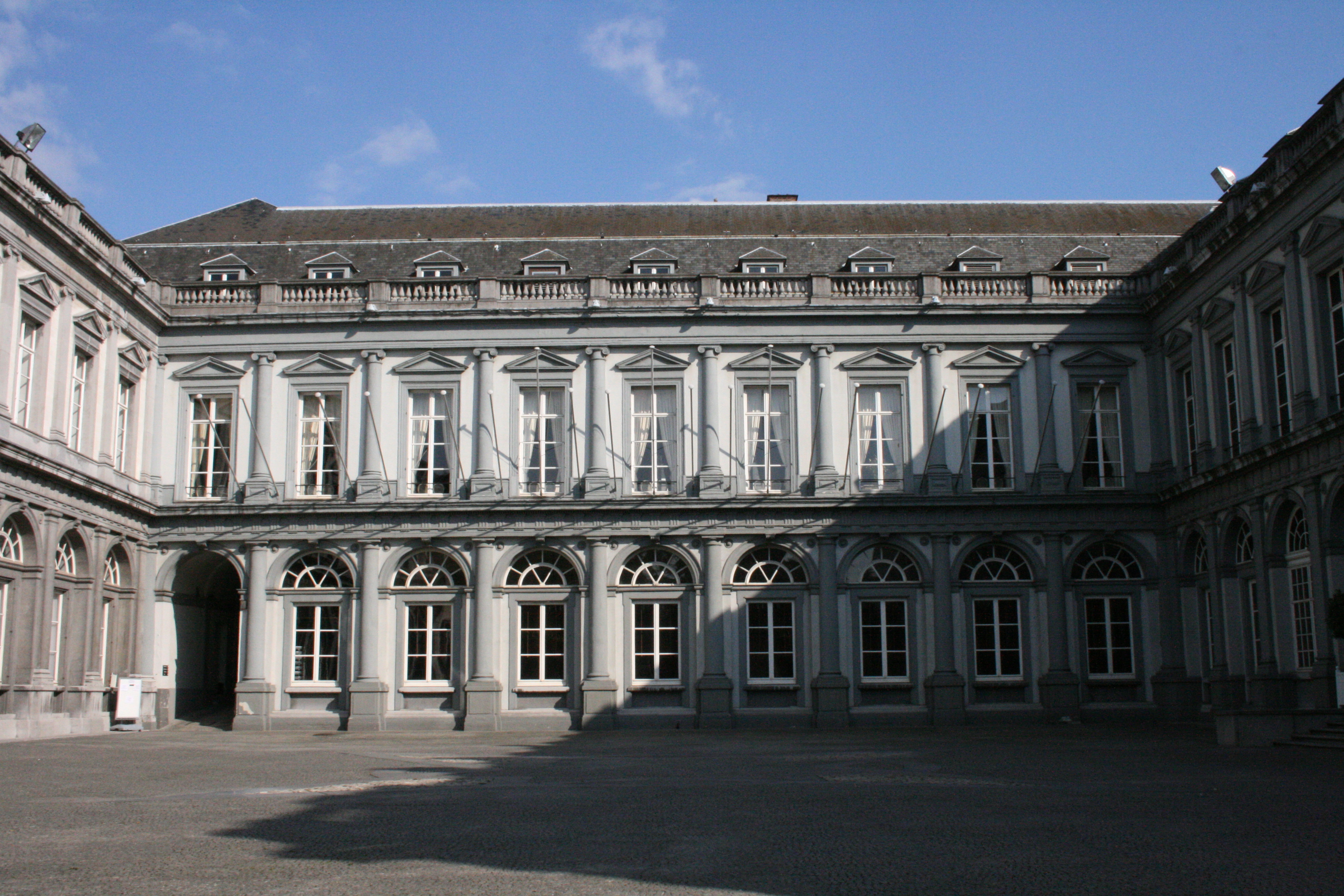
Fond de la cour d'honneur en style Renaissance italienne.

Au XVIIIe siècle, ces deux propriétés passèrent progressivement entre les mains de la famille d'Arenberg. En 1729, Léopold-Philippe d'Arenberg loua le grand hôtel d'Egmont, puis, en 1737, le petit hôtel, dont il fit l'acquisition en 1738. Après une première tentative avortée en 1745, il acheta également le grand hôtel en 1754, réunissant ainsi à nouveau les deux propriétés. Le grand hôtel prit alors le nom d'hôtel d'Arenberg, tandis que le petit hôtel gardait celui d'Egmont. Charles Marie Raymond d'Arenberg, fils de Léopold-Philippe, fit procéder à d'importantes transformations. La vétuste façade et la tour du grand hôtel furent démolies et le duc confia à l'architecte italien Giovanni Niccolo Servandoni le soin de construire à droite d'une cour d'honneur précédée d'un portail monumental deux bâtiments. L'un, en style classique, s'harmonisait avec la seule partie conservée dans ses grandes lignes de l'hôtel du XVIe siècle, l'aile Renaissance italienne au fond de la cour d'honneur ; l'autre, de style rococo, était plus basse. Vers la rue aux Laines on construisit en 1770 une chapelle en style néo-classique, dont la façade concave faisait la jonction avec le petit hôtel.
Après l'occupation des Pays-Bas autrichiens par les révolutionnaires français, les propriétés du duc d'Arenberg connurent quelques années difficiles. Le duc dut quitter le pays en 1794 et, en son absence, le palais fut mis sous séquestre. Il logea divers agents de l'administration française, notamment Bouteville, commissaire général des départements réunis, qui trouva les bâtiments dans un état déplorable. Sous Napoléon, Louis-Engelbert d'Arenberg récupéra ses biens après s'être rallié au régime.

### Depuis leXIXesiècle

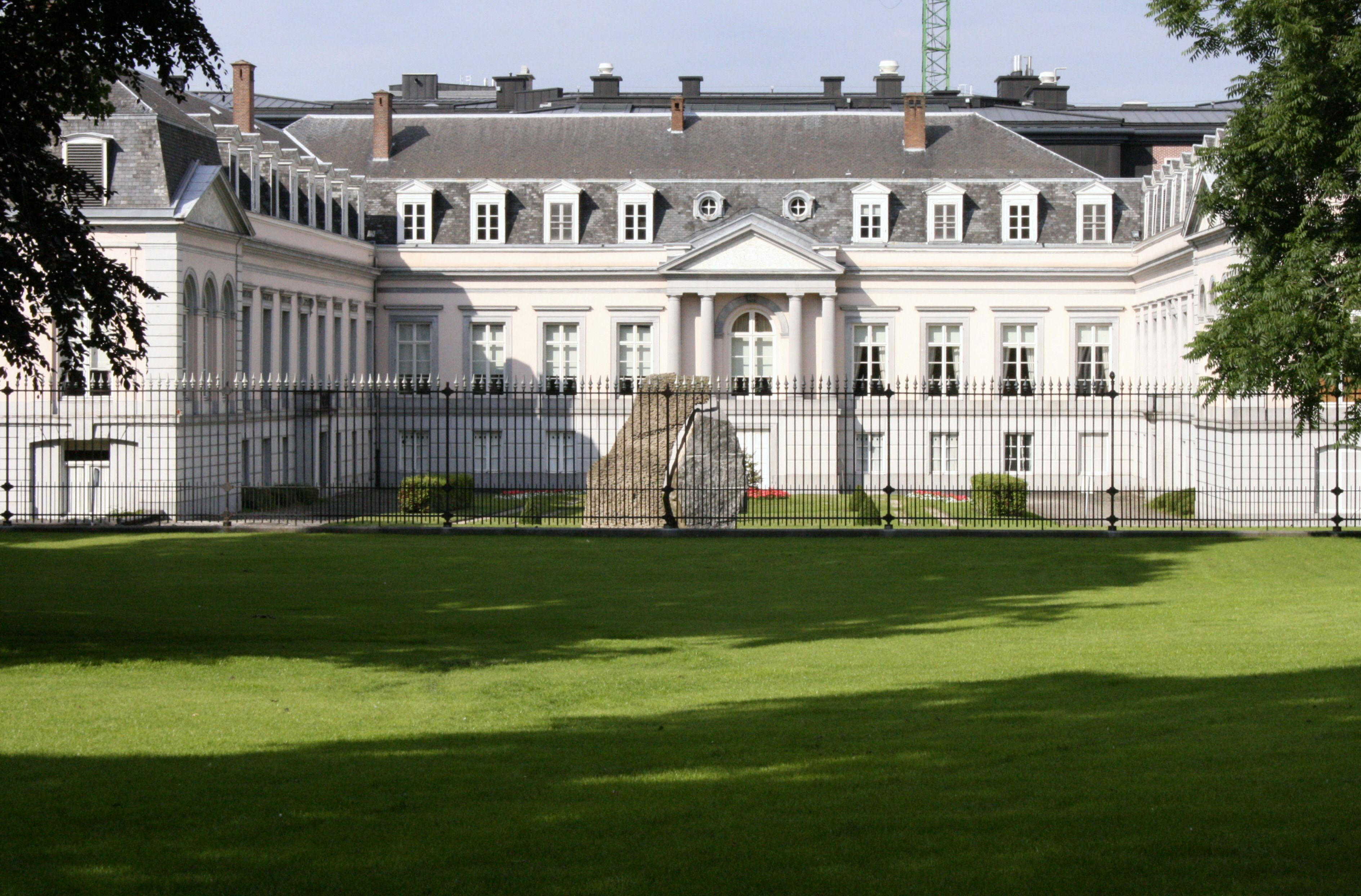
La cour du Sanglier vue depuis le parc d'Egmont : de gauche à droite, l'arrière de l'aile Renaissance, le quartier français et le manège.

Au XIXe siècle, le duc Prosper-Louis d'Arenberg fit procéder à d'importants travaux. Il confia le travail à Tilman-François Suys, un des architectes les plus réputés de l'époque. Celui-ci construisit le manège en style classique en 1832, puis il prolongea l'aile connue sous le nom de « quartier français », donnant ainsi à la cour du Sanglier son aspect actuel. En 1835, l'aile gauche de la cour d'honneur fut bâtie sur un terrain appartenant à l'ancien couvent des Carmes déchaussés. Cette construction fut d'abord appelée « petit hôtel d'Arenberg ». Dans la nuit du 22 au 23 janvier 1892, le palais fut ravagé par un incendie qui fit disparaître la partie la plus ancienne des bâtiments — l'hôtel de Françoise de Luxembourg, qui remontait au XVIe siècle — , la chapelle et une partie de l'aile droite de la cour d'honneur. Des parties détruites rien ne subsiste, hormis quelques colonnes ioniques, qui ont été placées dans le parc d'Egmont. Après l'incendie, cette partie de la rue aux Laines changea complètement d'aspect. Le long mur qui la longeait du côté du parc d'Egmont fut abattu et, après que le duc eut cédé à la ville une bande de terrain pour l'élargir, il y fit construire vingt-six maisons. La reconstruction en 1906-1910 de l'aile droite du palais se fit dans le même style classique que l'aile gauche édifiée par Suys, lui conférant sa physionomie actuelle. C'est à cette époque que l'on intègra au palais le grand escalier d'honneur qui s'inspire de l'escalier des Ambassadeurs du Château de Versailles qui, lui, a disparu. Cette somptueuse copie, tout en marbre, accueille les personnalités lors de certaines grandes rencontres politiques internationales qui se tiennent à Bruxelles.

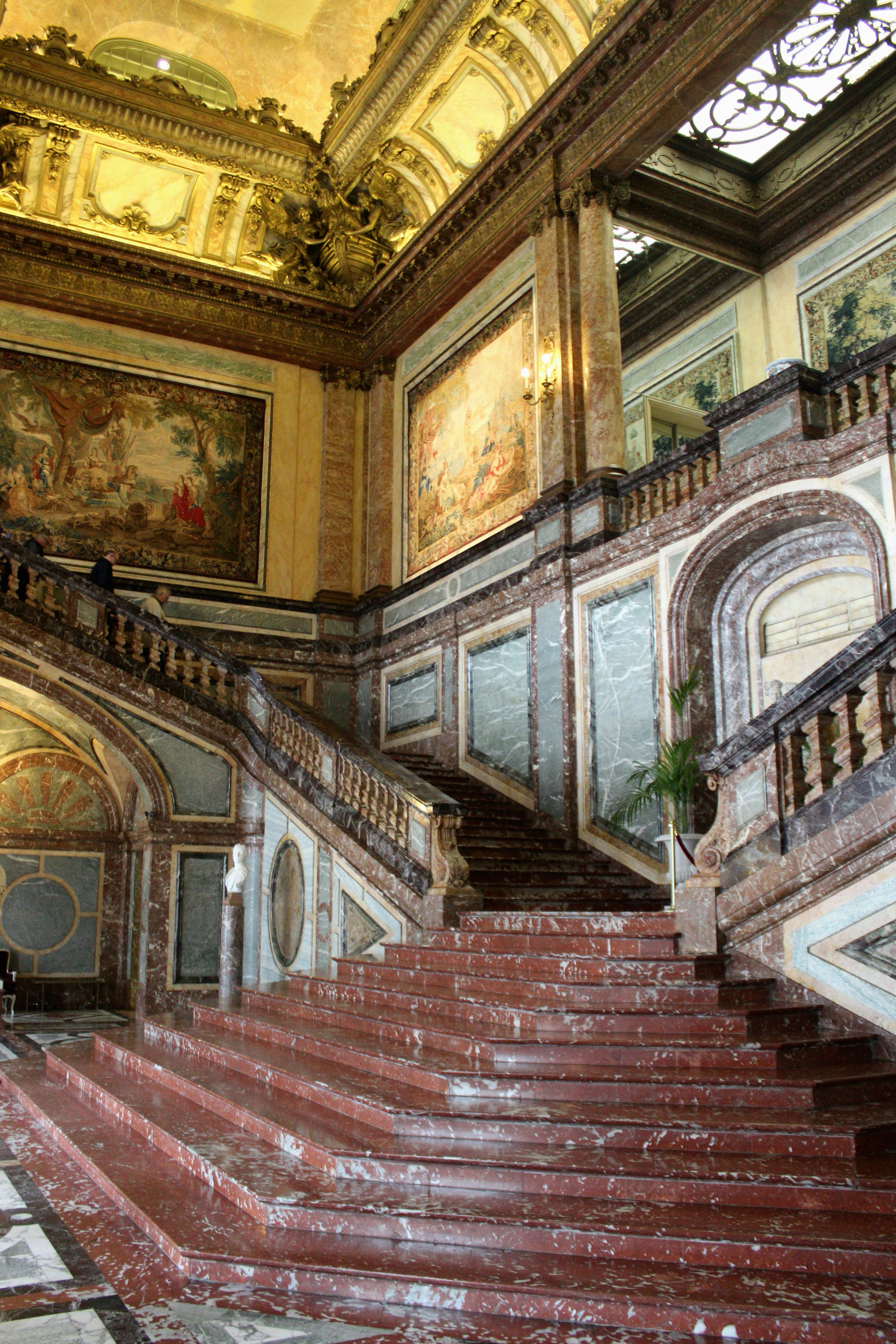
Grand escalier d'honneur (escalier des Ambassadeurs).

À la fin de la Première Guerre mondiale, Engelbert-Marie d'Arenberg, qui était un ressortissant allemand, craignait de voir ses biens en Belgique placés sous séquestre. Le 31 octobre 1918, il vendit donc le palais d'Arenberg à la Ville de Bruxelles. L'acte de vente fut le dernier document officiel sur lequel le palais apparaissait sous ce nom, qui avait des connotations trop allemandes. Il prit ensuite son nom actuel de palais d'Egmont. Incapable de faire face aux frais d'entretien des bâtiments, qui avaient été, de surcroît, victimes d'incendies en 1927 et 1959, la ville vendit le palais à l'État en 1964. Les bâtiments furent affectés au ministère des Affaires étrangères qui chargea l'Ambassadeur Luc Smolderen de sa restauration et y organise désormais les grands événements diplomatiques que le rôle de Bruxelles au sein de l'Europe et de l'OTAN multiplie dans la capitale.
Succédant à Christine de Suède, Pierre le Grand, Louis XV ou encore Guillaume II d'Allemagne — mais aussi Voltaire et Jean-Baptiste Rousseau — tous les chefs d'État de la planète, ou presque, y ont été accueillis, même le colonel Kadhafi.

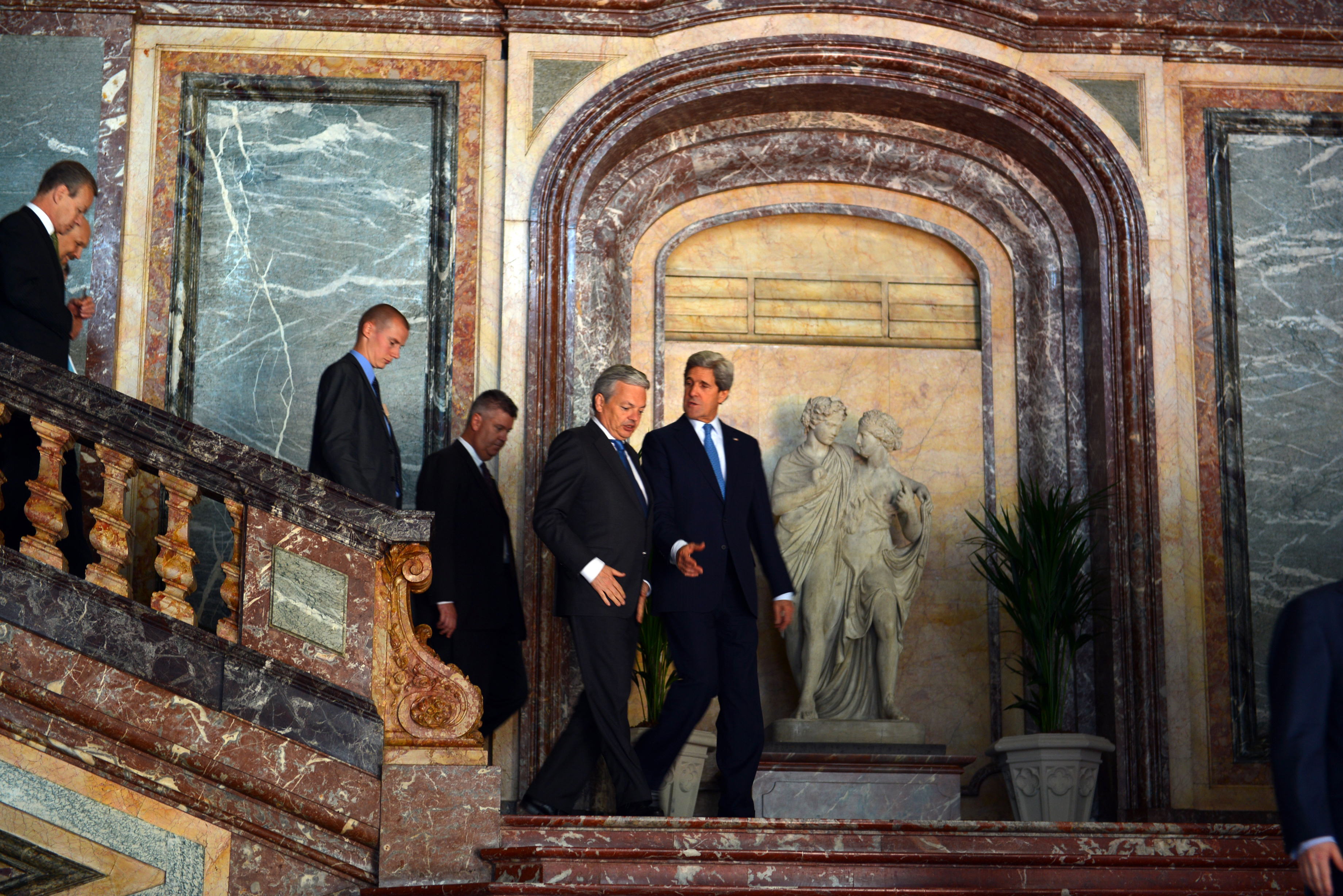
Le secrétaire d'État américain John Kerry et le ministre des Affaires étrangères belge Didier Reynders descendant le grand escalier d'honneur en 2013.

C'est au palais d'Egmont qu'a été signé le 22 janvier 1972 le traité d'adhésion à la Communauté économique européenne de la Grande-Bretagne, de l'Irlande et du Danemark. C'est également ici que fut négocié en mai 1977 le pacte d'Egmont, un accord visant à régler le contentieux communautaire en Belgique, qui, à la suite d'une crise politique, ne fut jamais mis en œuvre.
Le palais d'Egmont est classé depuis 2002.